# Pedrera dels Quatre Camins (L'Énova)
La pedrera dels Quatre Camins, també coneguda com el Llosar dels Francs, és un jaciment arqueològic a 500m. de la vil·la romana, coneguda com a Vil·la Cornelius, localitzada a la Partida dels Francs, al municipi de l'Énova, a la comarca de la Ribera Alta de la província de València.
Es tracta d'unes pedreres que, segons alguns estudiosos (com l'arqueòleg Miquel Ramon Martí), es podrien considerar les més importants d'època romana a la península Ibèrica.
La comercialització del marbre que s'extreia d'aquestes pedreres va ser la principal font de riquesa de la família Iunii, de la Tribu Galeria, propietaris del planter i de la vila Cornelius.
El transport de la pedra es va fer a través de les carrilades, és a dir, uns solcs a les roques que canalitzaven les rodes dels carros, que es poden contemplar encara en el camí que porta d'Énova a Barxeta.
Al planter es conserva marques que demostren que el marbre s'extreia formant blocs rectangulars. Aquests grans blocs eren transportats en carros de bous fins a la vila, on es continuava amb el treball dels picapedrers o els lapicides, que els fragmentarien i els donarien forma de peces determinades, segons la comanda que calgués servir. D'aquest marbre se'n feien làpides sepulcrals, monuments de diferents dimensions i fins i tot lloses per pavimentar el teatre romà de Saragossa, o els sòcols de la porta romànica de la Catedral de València.
Al mateix municipi d'Énova queden diverses làpides romanes que proporcionen els noms grecs d'esclaus com Lleones, Vibi Èutic (Vibius Euthycus) i Himeto (Himetós), que estan construïdes amb materials procedents d'aquestes pedreres.